# Andrius Kubilius
Andrius Kubilius, né le 8 décembre 1956 à Vilnius, alors en République socialiste soviétique de Lituanie, est un homme d'État lituanien membre de l'Union de la patrie - Chrétiens-démocrates lituaniens (TS-LKD), dont il est président, et Premier ministre de Lituanie entre 1999 et 2000, puis 2008 et 2012.
Il est membre de la direction du Mouvement réformateur de Lituanie (Sąjūdis), puis élu au Seimas en 1992, avant d'en devenir vice-président en 1996. En 1999, il devient Premier ministre mais son mandat ne dure qu'un an. Porté à la tête de l'Union de la patrie en 2003, il retrouve le poste de chef du gouvernement en 2008, à la suite de sa victoire aux élections législatives, en prenant la tête d'une coalition gouvernementale quadripartite de centre droit.
Député européen à partir de 2019, il devient le tout premier commissaire européen à la Défense en 2024.

## Éléments personnels

### Formation et carrière
Andrius Kubilius achève ses études secondaires à Vilnius en 1974, puis suit des études supérieures de sciences physiques à l'université de Vilnius, où il obtient son diplôme en 1979. Deux ans plus tard, il entame des études doctorales qui durent trois ans, avant de devenir associé de recherche au sein de son université entre 1984 et 1990.

### Famille
Andrius Kubilius est marié avec Rasa Kubilienė, violoniste à l'orchestre symphonique national. Ils ont deux enfants : Andrius, chef de projet pour la société Exto Marketing, et Vytautas, directeur de la société Media Contact.

## Politique

### Parcours militant
Membre du Mouvement réformateur de Lituanie (Sąjūdis) à partir de 1988, Andrius Kubilius en devient secrétaire exécutif deux ans plus tard, puis rejoint en 1993 le nouveau parti Union de la patrie (TS). En 2000, il est élu vice-président de la TS, et en prend la présidence le 24 mai 2003. Au mois de mai 2008, la TS fusionne avec les Chrétiens-démocrates lituaniens (LKD), créant la TS-LKD dont il conserve la direction.

### Carrière politique
Andrius Kubilius est élu député au Seimas pour la première fois en 1992. Quatre ans plus tard, il est désigné premier vice-président de l'assemblée et président de la commission parlementaire des Affaires européennes. Il est nommé Premier ministre le 3 novembre 1999, à la tête d'un gouvernement minoritaire, mais doit rejoindre les bancs de l'opposition après sa lourde défaite aux élections législatives de 2000, au cours desquelles la TS ne recueille que 9 députés, contre 70 en 1996. Il retrouve, en 2006, ses fonctions de premier vice-président et président de la commission des Affaires européennes du Seimas.
Il arrive en tête des élections législatives des 12 et 26 octobre 2008, avec 45 députés sur 141. Ayant formé une coalition gouvernementale de centre droit avec le Parti de la résurrection nationale (TPP), le Mouvement libéral de la République de Lituanie (LRLS) et l'Union centriste et libérale (LiCS) forte de 80 sièges, Andrius Kubilius redevient Premier ministre le 28 novembre 2008.
Après la défaite de sa coalition aux élections législatives des 14 et 28 octobre 2012, il est remplacé, le 13 novembre suivant, par Algirdas Butkevičius.
Kubilius est élu député européen en 2019.

### Commissaire européen à la Défense et à l'Espace
En 2024, Andrius Kubilius devient membre de la Commission européenne en tant que tout premier commissaire européen à la Défense et à l'Espace désigné par la présidente Ursula von der Leyen en juillet 2024, à la suite des élections européennes. Auditionné par le Parlement européen, il appelle à augmenter les dépenses militaires de l'Union européenne, dans le contexte de la guerre russo-ukrainienne.

## Publications
- Kodėl krepšinis Lietuvoje gražesnis už politiką (2000)
- Konservatyvioji bendruomenė (2006)

## Distinctions
- Grand-croix de l'ordre d'Isabelle la Catholique